# Јевгениј Грошев
Јевгениј Николајевич Грошев (рус. Евгений Николаевич Грошев; Москва, 3. април 1937 − 1. јануар 2013) био је совјетски и руски хокејаш на леду који је играо на позицијама централног нападача. Заслужни је мајстор спорта Совјетског Савеза од 1991. године.
Као члан сениорске репрезентације Совјетског Савеза учествовао је на ЗОИ 1960. у Скво Валију када је совјетски тим освојио бронзану медаљу. Годину дана раније играо је и на светском првенству 1959. када су Совјети освојили сребрну медаљу. 
Целокупну играчку каријеру (15 сезона)провео је у редовима московског тима Крила совјетов са којим је освојио и титулу првака Совјетског Савеза у сезони 1956/57. Са 38 погодака у сезони 1961/62. проглашен је за најбољег стрелца првенства. У совјетском првенству одиграо је преко 450 утакмица и постигао 234 поготка.